# Banque de dépôt
Une banque de dépôt est une banque dont le rôle exclusif est de recevoir et gérer les dépôts d’argent de ses clients.

## Concept
Les banques de dépôt gèrent les comptes d’épargne, les comptes courants. 
Historiquement, les banques de dépôt ont souvent été soutenues par des municipalités. Clément Juglar fait remarquer en 1884 que les banques de dépôt ont pu voir leur crédit être « étroitement lié à celui de la ville qui affectait ses revenus à la garantie des sommes reçues par la banque en dépôt ».
Les banques de dépôt et les banques d'investissement peuvent être distinctes. Aux États-Unis, le Glass-Steagall Act de 1933 a strictement séparé les deux. La distinction a été supprimée en 1999.